# Колеџ фудбал
Колеџ фудбал (енгл. college football) или универзитетски фудбал представља амерички фудбал који играју тимови спортиста-студената у оквиру америчких универзитета, колеџа и војних академија, односно канадски фудбал који играју тимови спортиста-студената у оквиру канадских универзитета. Кроз колеџ фудбал, правила америчког фудбала први пут су стекла популарност у Сједињеним Америчким Државама. У америчком фудбалу не постоје домаће организације малих лига. Тако се колеџ фудбал генерално сматра другим стубом америчког фудбала у САД; једна степеница више од такмичења на нивоу средњих школа, а једна степеница ниже у односу на такмичења професионалних играча. Управо у колеџ фудбалу, перформанс играча директно утиче на његове шансе да касније заигра професионални фудбал. Најбољи играчи на колеџима обично се пријаве за професионални драфт након три или четири године колеџ каријере; Национална фудбалска лига (НФЛ) одржава избор нових играча једном годишње (пролећни драфт). 255 играча одабире се сваке године. Они који не прођу опет могу да доспеју на списак НФЛ-оваца као неизабрани слободни играчи (енгл. undrafted free agent). Историја колеџ фудбала датира и до прве половине 19. века, а спорт је почео да се игра по правилима тек 1870-их и 1880-их година.